# Сів Єнсен
Сів Єнсен (норв. Siv Jensen; нар. 1 червня 1969, Осло) — норвезька політикиня. Лідерка Партії прогресу, однієї з найбільших партій Норвегії. Стала лідеркою 6 травня 2008 року, замінивши на посаді Карла Хагена, який керував партією 28 років. Перебувала на чолі партії до 8 травня 2021 року.
Сів Єнсен була кандидаткою у прем'єр-міністри від Партії прогресу на парламентських виборах, які відбулися 14 вересня 2009 року і 9 вересня 2013 року. З 16 жовтня 2013 року до 24 січня 2020 року обіймала посаду міністра фінансів Норвегії.

## Біографія
Сів Єнсен народилася в Осло в сім'ї самозайнятого Торе Єнсена (1926—1989) та Моніки К'єльсберг (нар. 1939), власників взуттєвого магазину. Хоча вона вважає, що її район був гарним місцем для дорослішання, її дім був місцем численних крадіжок. Її батьки розлучилися приблизно в 1980 році, і її батько невдовзі переїхав до Швеції. Її мати недовго була активісткою Партії прогресу Уллерн, поки не зрозуміла, що політика — це «не її».
Після закінчення початкової школи Марієнліст у 1985 році Єнсен навчалася в старшій середній школі в Осло Комерційній школі в районі Фрогнер в Осло, яку закінчила в 1988 році. Після цього вона вступила до Норвезької школи економіки, де отримала ступінь з бізнесу в 1992 році. З 1992 року вона працювала консультанткою з продажу на Radio 1, доки в 1994 році не присвятила своє професійне життя політиці.
За її словами, її політичний інтерес виник у початковій школі Марієнліст, де в класі часто точилися обговорення на політичні теми. У цих дискусіях брали участь дві особи, які були членами Соціалістичної молоді, одна з яких була її найкращою подругою,  яка згодом приєдналася до соціалістів. Однак Єнсен незабаром виявила, що категорично проти їхніх поглядів. 1988 року вона вступила до Партії прогресу, частково познайомившись з партією через свою матір. Незадовго до вступу до партії вона недовго, близько тижня, була членом Молодих консерваторів.